# Avenida Héroes del Cenepa (Cajamarca)
La avenida Héroes del Cenepa es una de las principales avenidas de la ciudad de Cajamarca, en el Perú. Se extiende de noreste a suroeste a lo largo de 17 cuadras. Asimismo, se constituye como un importante eje de conexión de la carretera a Ciudad de Dios con la avenida Evitamiento, considerándose actualmente una de las vías más peligrosas de la ciudad debido a la empinada pendiente que describe en su recorrido.

## Recorrido
Se inicia en la avenida Evitamiento Sur.